# 1er décembre 2012

## Décès
- Raymond Ausloos (né le 3 février 1930), footballeur belge
- Phil Taylor (né le 18 septembre 1917), footballeur anglais
- Ahmed Taïeb El Alj (né le 9 septembre 1928), dramaturge, comédien et parolier marocain.
- José Bénazéraf (né le 8 janvier 1922), réalisateur, scénariste et producteur de cinéma français
- Jovan Belcher (né le 24 juillet 1987), joueur américain de football américain
- Siegfried Koesler (né le 12 décembre 1937), musicien d'église allemand.
- Edmond Agabra (né le 10 août 1926), réalisateur et romancier français

## Autres événements
- Formation du Gouvernement Enrique Peña Nieto au Mexique
- Finale du Concours Eurovision de la chanson junior 2012
- Retrait du service de l'USS Enterprise (CVN-65)
- 25e cérémonie des prix du cinéma européen
- Championnat du monde B de rink hockey masculin 2012
- Fin du Championnat du Japon de football 2012
- Élections législatives koweïtiennes de décembre 2012
- Sortie anglaise et américaine de la chanson Sakura Nagashi

- Matteo Marsaglia remporte sa première course en coupe du monde

- Lancement en Asie de la chaine de télévision Cartoonito
- Première diffusion de l'émission Génération Hit machine sur W9
- Diffusion en breton d'Albator, le corsaire de l'espace
- Fin de la Saison 3 de Danse avec les stars